# Bode Miller
Samuel Bode Miller (født 12. oktober 1977 i Easton, New Hampshire) er en amerikansk tidligere alpin skiløber og den mest succesrige amerikaner i denne sport gennem tiden. Han er således flerdobbelt olympisk- og VM-medaljevinder og to gange vinder af den alpine World Cup. Han konkurrerede i samtlige fem alpine discipliner, slalom, storslalom, Super-G, styrtløb og kombineret.

## Karriere i skiløb
Miller kom på Carrabassett Valley Academy i Maine og blev tidligt kendt i skisportskredse for sin dumdristige stil, der betød, at han ofte tog chancer, andre løbere ikke ville tage, men samtidig gav ham stor hastighed.
Han deltog i vinter-OL 1998 i Nagano, hvor han stillede op i storslalom og slalom, men blev diskvalificeret i den første og udgik i den anden disciplin. Bedre gik det ved legene fire år senere i Salt Lake City, hvor han kort forinden havde vundet sit første World Cup-løb, og ved disse lege vandt han sin første medalje i den kombinerede konkurrence. Efter en 15. plads i styrtløbet rykkede han frem på sølvpladsen ved at vinde slalomdelen; norske Kjetil André Aamodt, som vandt styrtløbet, sejrede samlet, mens østrigeren Benjamin Raich fik bronze. I storslalom blev det ligeledes til en sølvmedalje til Miller efter en syvende- og en førsteplads i de to gennemløb; her sejrede østrigeren Stephan Eberharter, mens norske Lasse Kjus fik bronze. Miller deltog også i slalomkonkurrencen, hvor han blev nummer 24.
I 2003 blev han verdensmester i storslalom og kombineret og vandt VM-sølv i super-G lige som han vandt World Cup'en i kombineret; året efter vandt han World Cup'erne i kombineret og i storslalom. I 2005 vandt han konkurrencen i super-G samt den samlede konkurrence, og samme år blev han verdensmester i styrtløb og i super-G. Han var således blandt de store favoritter ved vinter-OL 2006 i Torino, men skuffede her ved ikke at vinde medaljer, skønt han stillede op i alle fem konkurrencer: Han gennemførte ikke i tre af disse, mens femtepladsen i styrtløb og en delt sjetteplads i storslalom var hans bedste resultater.
I 2007 vandt han World Cup'en i super-G, og året efter vandt han i kombineret samt den samlede World Cup.
Ved vinter-OL 2010 i Vancouver opnåede han sine bedste OL-resultater. Hans første konkurrence var i styrtløb, og her kom han i mål i bedste tid. Denne blev dog senere akkurat forbedret med 2 hundrededele af et sekund af norske Aksel Lund Svindal, mens schweizeren Didier Défago senere var endnu nogle få hundrededele bedre og dermed vandt guld. Svindal fik sølv og Miller bronze. Hans næste konkurrence var i super-G, og her satte amerikaneren Andrew Weibrecht tidligt en god tid. Miller var den første, der forbedrede denne med få hundrededele, hvorpå det kun var Svindal, der var hurtigere og dermed vand guld, mens Miller fik sølv og Weibrecht bronze. Han var tilmeldt i den nye disciplin, super-kombineret, hvor der ud over styrtløb og slalom også skulle køres super-G (og kun ét slalomgennemløb). Men vejret betød, at konkurrencen efter at være blevet udskudt flere dage, blev gennemført i reduceret form, så super-G-delen udgik. I denne udgave blev Miller nummer syv i styrtløbet efter blandt andet Svindal, der vandt. I slalomdelen udgik flere af de bedste fra styrtløbet, mens andre af konkurrenterne klarede sig dårligt. Dermed kunne Miller med en tredjeplads i slalom hente en samlet guldmedalje, mens kroaten Ivica Kostelić fik sølv og schweizeren Silvan Zurbriggen bronze.
Dette OL blev stort set Millers sidste betydelige resultat; han vandt ikke senere VM-medaljer eller samlede World Cup'er. Han deltog også i vinter-OL 2014 i Sotji og deltog i fire discipliner. Det blev til topti-resultater i styrtløb og  kombineret, mens en tyvendeplads i storslalom ikke imponerede. Bedst gik det i super-G, hvor han satte bedste tid i konkurrencen. Og skønt mange af de følgende kørere udgik eller klarede sig dårligt, blev han overgået af nordmanden Kjetil Jansrud, der endte med at vinde guld, mens Andrew Weibrecht forbedrede sin bronzemedalje fra 2010 til sølv. Endelig kørte canadieren Jan Hudec i præcis samme tid som Miller, og disse to delte derfor bronzemedaljen. Med denne medalje, hans sjette OL-medalje, blev han den hidtil ældste amerikanske OL-medaljevinder i alpint skiløb.
Skader og andre besværligheder i de følgende sæsoner betød, at han kun kørte få løb, inden han i oktober 2017 bekendtgjorde, at han omsider, i en alder af 40 år, indstillede sin karriere.